# Hololepta obtusipes
Hololepta obtusipes är en skalbaggsart som beskrevs av Sylvain Auguste de Marseul 1864. Hololepta obtusipes ingår i släktet Hololepta och familjen stumpbaggar. Inga underarter finns listade i Catalogue of Life.